# Ave Caesar, morituri te salutant
Ave Caesar, morituri te salutant! (в буквален превод: Здравей, Цезаре, тези, които ще умрат, те поздравяват!) е латински израз, с който гладиаторите в Рим се обръщат към императора, минавайки под неговата трибуна преди започването на боя.